# 歐文鎮區 (印地安納州克拉克縣)
歐文鎮區（英語：Owen Township）是位於美國印地安納州克拉克縣的一個行政鎮區。

## 地方資料
根據2010年美國人口普查的數據，歐文鎮區的面積為44.90平方千米，當中陸地面積為44.20平方千米，而水域面積為0.70平方千米。當地共有人口958人，而人口密度為每平方千米21.34人。